# IT Возничего
IT Возничего (лат. IT Aurigae) — двойная затменная переменная звезда типа Алголя (EA) в созвездии Возничего на расстоянии приблизительно 3580 световых лет (около 1098 парсеков) от Солнца. Видимая звёздная величина звезды — от +15,2m до +14,6m.

## Характеристики
Первый компонент — оранжевая звезда спектрального класса K. Радиус — около 2,6 солнечных, светимость — около 2,945 солнечных. Эффективная температура — около 4693 К.